# Армен Дарбінян
Арме́н Ра́змікович Дарбіня́н (вірм. Արմեն Ռազմիկի Դարբինյան; нар. 23 січня 1965) — вірменський політичний і державний діяч. Член-кореспондент Національної академії наук Республіки Вірменії, доктор економічних наук, професор.

## Біографія
- У 1981–1986 роках навчався та закінчив економічний факультет Московського державного університету імені М. В. Ломоносова.
- 1986—1989 — аспірант МДУ. Кандидат економічних наук.
- 1989—1992 — представництво Вірменії у Москві, фахівець економічного відділу, заступник начальника управління й начальник управління економічної політики. Повноважний представник Республіки Вірменія у Міждержавній комісії із врегулювання питань зовнішнього боргу СРСР.
- 1992—1994 — генеральний директор Вірменського об'єднання зовнішньої торгівлі «Вірменінторг».
- 1994—1997 — перший заступник голови Центрального банку Вірменії.
- 1997—1998 — міністр фінансів та економіки.
- 1998—1999 — прем'єр-міністр Вірменії.
- Червень-листопад 1999 — міністр економіки Вірменії.
- З 2000 — співголова Опікунської ради Російсько-Вірменського (Слов'янського) університету й голова Ради опікунів громадської організації «Міжнародний центр розвитку людини» (Єреван).
- З 2001 — ректор Російсько-Вірменського (Слов'янського) державного університету.
- 2005 року захистив у Москві докторську дисертацію на тему «Модель економічного розвитку: вибір Вірменії»[1].
- З 2005 — член Експертної ради Рахункової палати Російської Федерації.
- З 2006 — член Експертної ради Російського агентства міжнародної інформації «РИА Новости».

## Нагороди
- Медаль Мовсеса Хоренаці (вересень 2009) — за багаторічну й добросовісну трудову діяльність, з нагоди 18-річчя з дня проголошення незалежності Вірменії.
- Орден Дружби (Росія, 2010) — за значний внесок до зміцнення дружби й співробітництва націй та народностей, високі досягнення в розвитку економічного й наукового потенціалу Росії, за особливо плідну діяльність зі зближення та взаємного збагачення культур націй і народностей, зміцнення миру та дружніх відносин між державами[2]
- Медаль «За заслуги перед Калінінградською областю» (3 листопада 2009) — за заслуги з налагодження економічних, наукових, освітніх і культурних зв'язків Калінінградської області Російської Федерації та Республіки Вірменії.
- Медаль ім. Ф. Нансена (2005) — за збереження громадсько-політичних, гуманітарних принципів, за науково-викладацьку діяльність, а також за діяльність, спрямовану на засудження геноциду вірменів.
- Пам'ятна медаль «Міністерства освіти й науки» (2006) — за внесок до розвитку освіти й науки.
- Міжнародна нагорода ім. Сократа (Оксфордський університет, 12 березня 2006) — за особистий внесок до інтелектуального розвитку сучасного суспільства.
- Визнаний «молодою людиною року» за підсумками опитування, проведеного газетою «Новий час» серед журналістів Вірменії, Грузії та Азербайджану (1998)